# Queralt Riera
Queralt Riera   (Parets del Vallès, 1978) és una dramaturga, directora escènica i productora.

## Biografia
Graduada en Direcció Escènica i Dramatúrgia a l’Escola Superior d’Art Dramàtic Eòlia, dirigeix a Barcelona la seva pròpia escola d'actors per a cinema i teatre, Art Actors Queralt, fins al 2013. Ha impulsat projectes de dramatúrgia en escoles, centres de menors i per a processos de rehabilitació de toxicopatologies i trastorns alimentaris. És fundadora de l’Associació per al Teatre a les Escoles i ha coordinat la Mostra de Teatre Infantil i Juvenil Joan Anfruns (1999-2006).
Com a actriu de cinema intervé en diversos films: Cariño, he enviado a los hombres a la luna (Marta Belletbó), Lisístrata (Francesc Bellmunt), Qué glande es el cine (Juanma Bajo Ulloa), Puertas (Miguel A. Arjona), Raquel cambió de número (Raúl Peñaloza), així com en diferents curts, per als quals escriu el guió, com La soledad del astro i La peluquería de Lola. També són remarcables els seus treballs com a actriu de teatre: A-dicció (Andreu Carandell), Ària (Javier Villena) o Laberint (Marcelo Bellagamba), entre d'altres.
Treballa en diferents projectes del Festival GREC durant les edicions del 2013 al 2016. És finalista del XVII Premi Born de Teatre 2017 amb l’obra Dona, que posteriorment és adaptada al cinema. Guanya el Premi Octubre de Teatre Pere Capellades el 2018 i l’SGAE selecciona la seva obra Aquí per a la publicació i difusió com a «Autor Express 2018». Com a membre del Col·lectiu Nins el 2019 guanya el Premi Adrià Gual de l’Institut del Teatre per la proposta d’escenificació d’El poder. Dos milions de nanòmetres és el títol de la peça amb la qual l’autora participa al cicle «Teatro en 3 minutos: a 2 metros» l’any 2020.

## Publicacions
- Dona. La veritat s’embolica com un plat d’espaguetis. [El volum també inclou les obres Rosa mutabilis i Llops de Sadurní Vergés]. Barcelona: RE&MA 12, 2018. (Col·lecció Off Cartell; 33).
- L’amor (no és per a mi, va dir Medea). València: Editorial 3i4, 2019.
- Aquí. Madrid: Editorial SGAE-España, 2019.
- Amor mor. [El volum també inclou l'obra Amor pur d'Albert Mestres]. Barcelona: RE&MA 12, 2020. (Col·lecció Off Cartell; 38)
- De dol. Alzira: Bromera, 2020.